# Enna gloriae
Enna gloriae — вид павуків родини трехалових (Trechaleidae). Описаний у 2020 році.

## Назва
Вид названо на честь Глорії А. Гутьєррес, матері першої авторки таксона.

## Поширення
Ендемік Колумбії. Виявлений у департаменті Кіндіо.